# Нетшер, Каспар
Ка́спар Не́тшер (нидерл. Caspar Netscher; 1639, Гейдельберг или Прага — 15 января 1684, Гаага) — голландский живописец, рисовальщик-миниатюрист и гравёр немецкого происхождения. Художник золотого века голландского искусства; известен портретами и картинами бытового жанра.

## Биография
Каспар Нетшер был сыном немецкого скульптора Иоганна Нетшера (?— ок.1641) из Штутгарта. Согласно сведениям Арнольда Хоубракена, старший Нетшер женился на Элизабет Феттер, дочери бургомистра Гейдельберга, против воли её отца, скончался в Польше, когда Каспару было два года. Когда Гейдельберг подвергся нападению во время гражданской войны, мать Каспара бежала с четырьмя детьми в поместье за городом. Они добрались до Арнема, где нашли безопасное пристанище.
В Арнеме Каспара усыновил состоятельный медик А. Туллекенс. Каспару предназначалась профессия его покровителя, но из-за явных способностей к живописи он был отдан под начало местного художника по имени Хендрик Костер, и благодаря знакомству с Уайнантом Эвервином в 1654 году, который имел семейные связи с Туллекенсом, он стал учеником Герарда Терборха в Девентере.
В 1658 или 1659 году Нетшер переехал в Гаагу. В 1659 году намеревался отправиться в Италию, но не добрался дальше Бордо, где и поселился. Там он познакомился со своей будущей женой Маргаретой Годейн. В 1662 году он вернулся в Гаагу со своей семьей, где 25 октября вступил в гаагскую гильдию живописцев (Haagse schildersgilde Pictura). Козимо III Медичи, путешествуя по Нидерландам, купил четыре его картины.
Вероятно, Нетшер был знаком с художниками Франсом ван Мирисом Старшим, Герардом Доу, и несомненно, с Герритом де Хохом из Гааги, поскольку его жена дала своё имя новорожденной дочери Геррита Маргарите. Художнику покровительствовал принц Вильгельм III Оранский, и его заработки вскоре позволили ему удовлетворить собственный вкус, изображая любимые сюжеты музицирования и домашнего быта. Именно в них талант Нетшера проявился в полной мере. Выбор этих сюжетов и склонность к изображению женских фигур, одетых в переливающиеся атласные ткани, были заимствованы у Терборха; они обладают лёгкой, изящной грацией, изысканным колоритом. Он любил писать интерьеры с тонкой передачей лёгкого освещения. Изображал восточные ковры, шёлк, вышивку и парчу.
Художник приобрёл славу и богатство, но начал страдать от подагры и слёг в постель, где он продолжал рисовать лёжа. Скоропостижно скончался в 1684 году в Гааге. Его сыновья Константейн (1668—1723) и Теодор (1661—1732) также были художниками, работали в стиле отца. Старший сын Теодор работал во Франции, поэтому получил прозвание «Французский Нетшер» (Fransche Netscher).

## Наследие
По данным RKD (Нидерландский институт истории искусств), его зарегистрированными учениками в Братстве живописцев (Confrerie Pictura), помимо сыновей, были Йоханнес ван ден Бранде, Отто Брандт, Оливье ван Дойрен, Якоб ван дер Дус младший, Ван Харденбрук, Даниэль Харинг, Муриц ван дер Линден, Дж. Спик, Ян Тилиус и Алейда Вольфсен.
Обычно небольшие по размеру, картины Каспара Нетшера хранятся во многих картинных галереях: в Лувре, Рейксмюсеуме в Амстердаме, во Флоренции, в нескольких частных коллекциях в Англии, в дрезденской Галерее старых мастеров, в мюнхенской Старой пинакотеке и других музеях. Картина «Дама с попугаем у окна» в результате реституции оказалась в 2014 году в Национальной галерее искусства в Вашингтоне.
В санкт-петербургском Эрмитаже в начале XX века находились шесть картин Каспара Нетшера — все портреты: в том числе портрет самого художника (№ 883 каталога) и портрет Марии Стюарт (№ 882), написанные в 1683 году. В настоящее время за Каспаром числятся три картины, а три другие атрибутируются его сыну — Константейну.

## Галерея

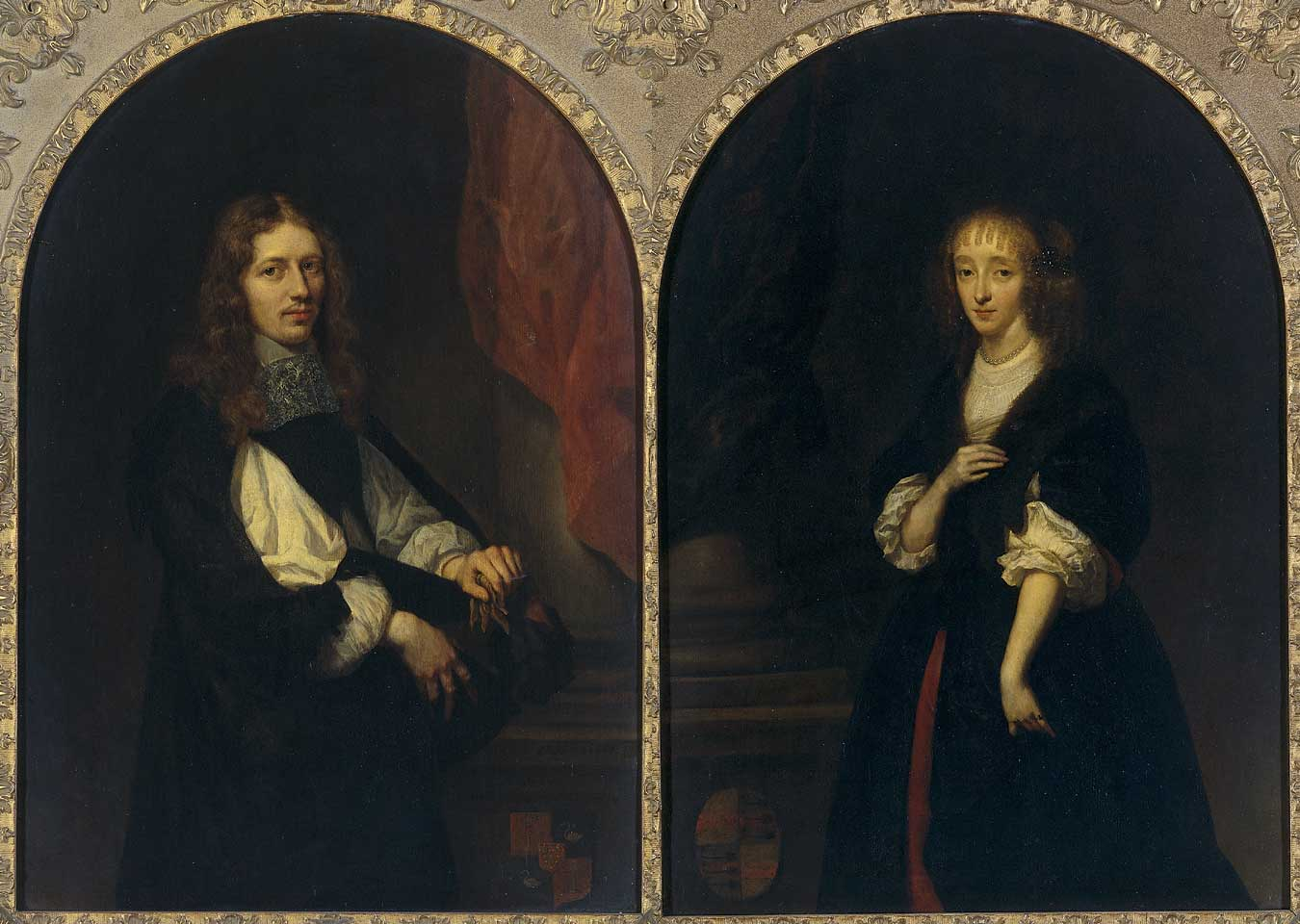
Двойной портрет Питера де Графа и Якобы Бикер. 1663. Дерево, масло.  Рейксмюсеум, Амстердам
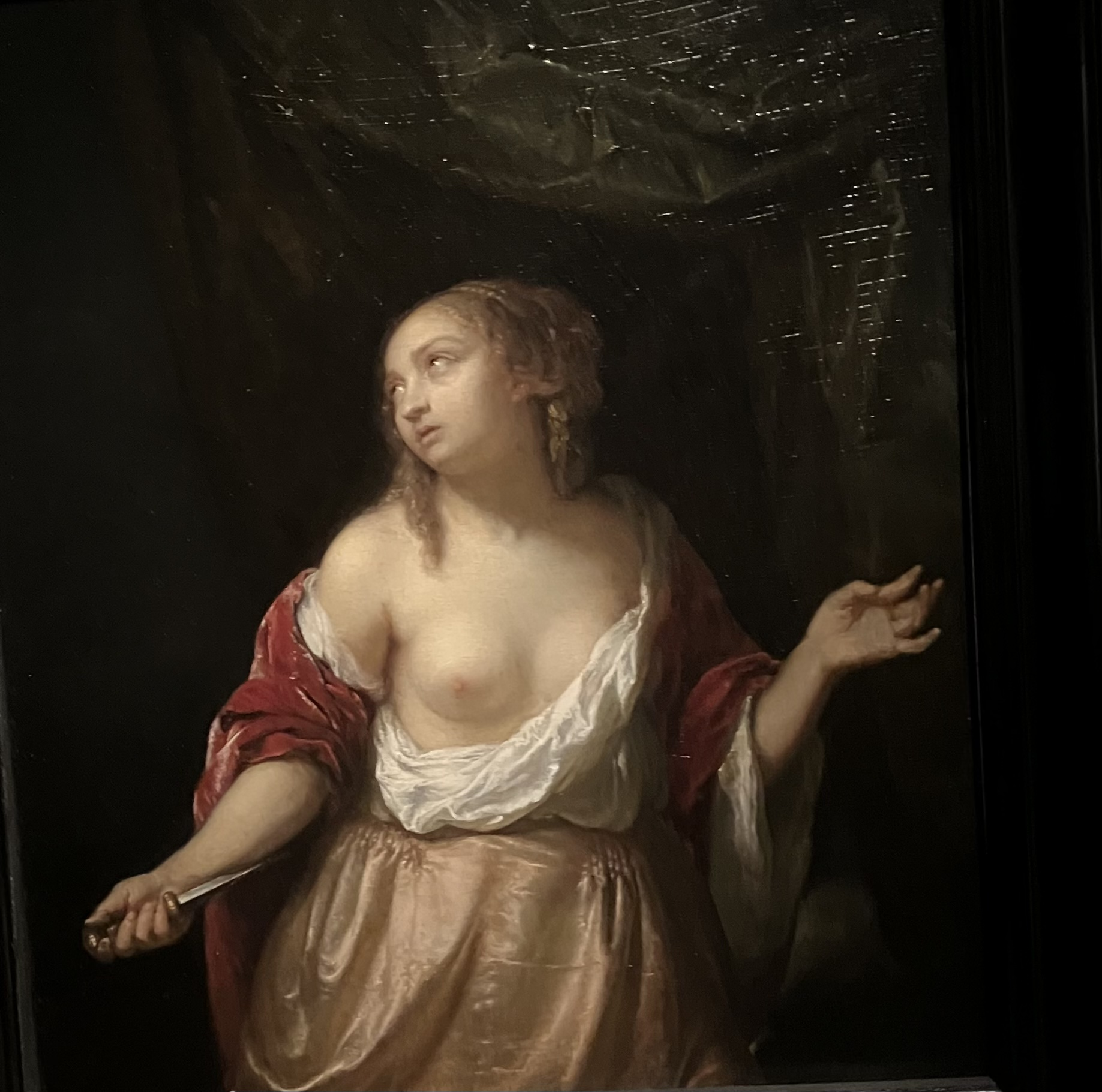
Лукреция. Между 1665 и 1667. Дерево, масло. Лейденская коллекция, Нью-Йорк
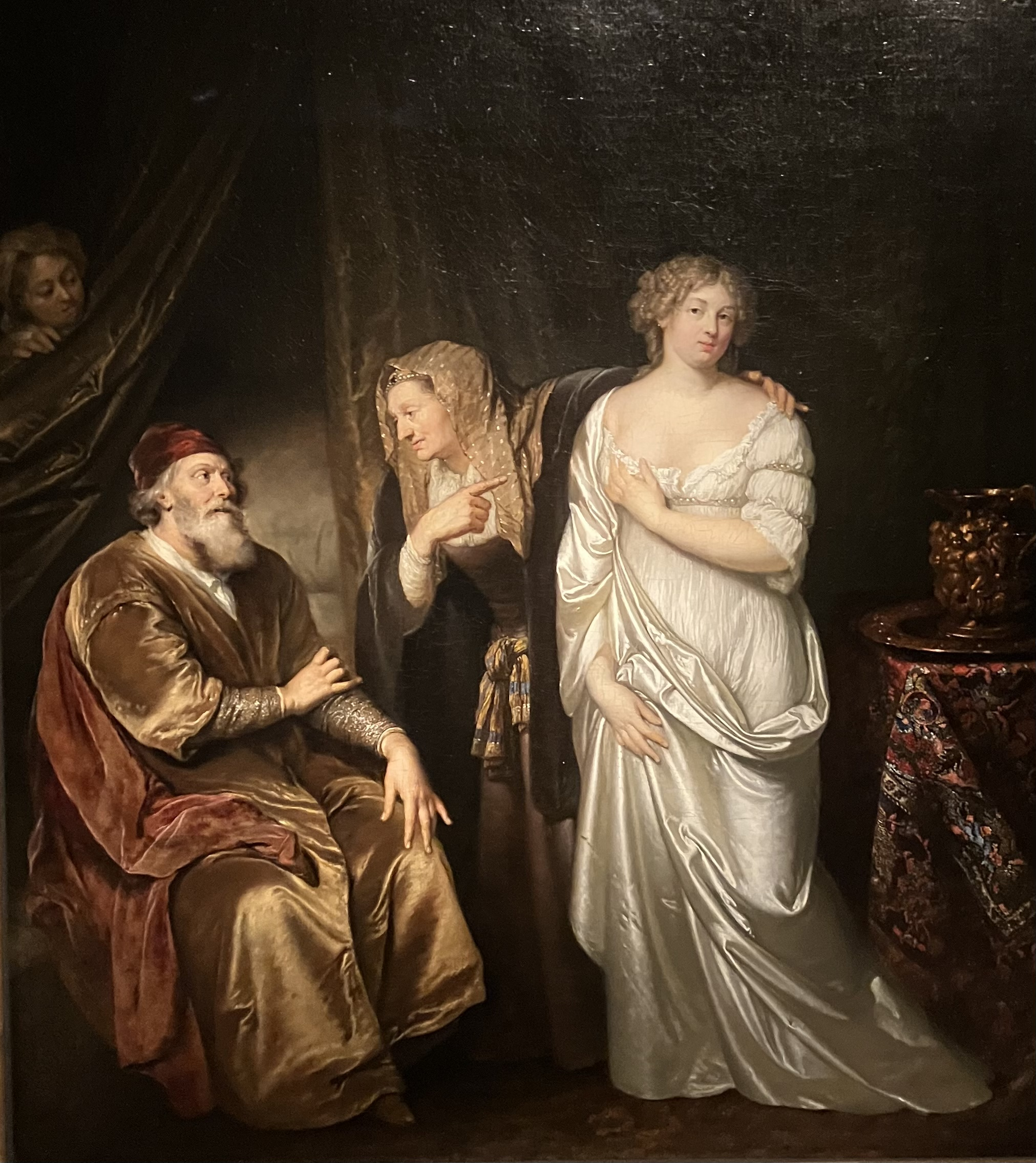
Сара приводит Агарь к Аврааму. 1673. Дерево, масло. Лейденская коллекция, Нью-Йорк
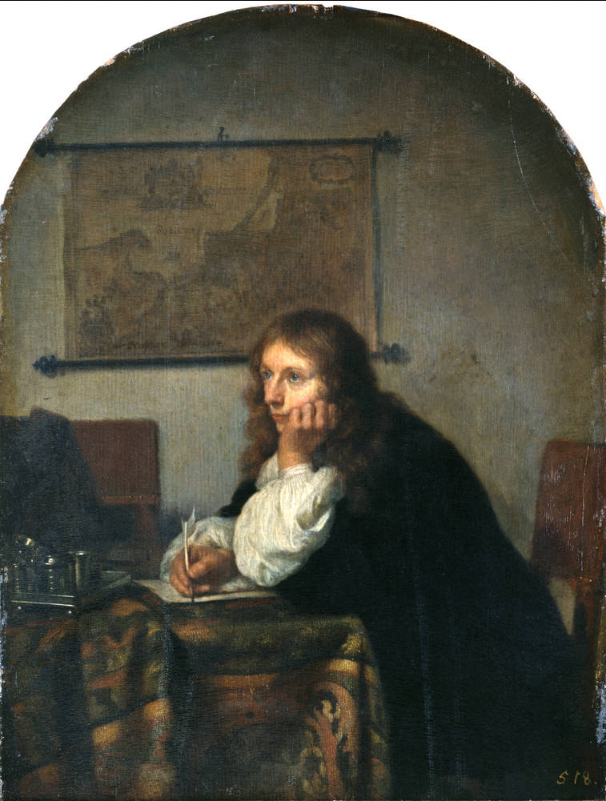
Пишущий письмо. 1665. Холст, масло. Галерея старых мастеров, Дрезден
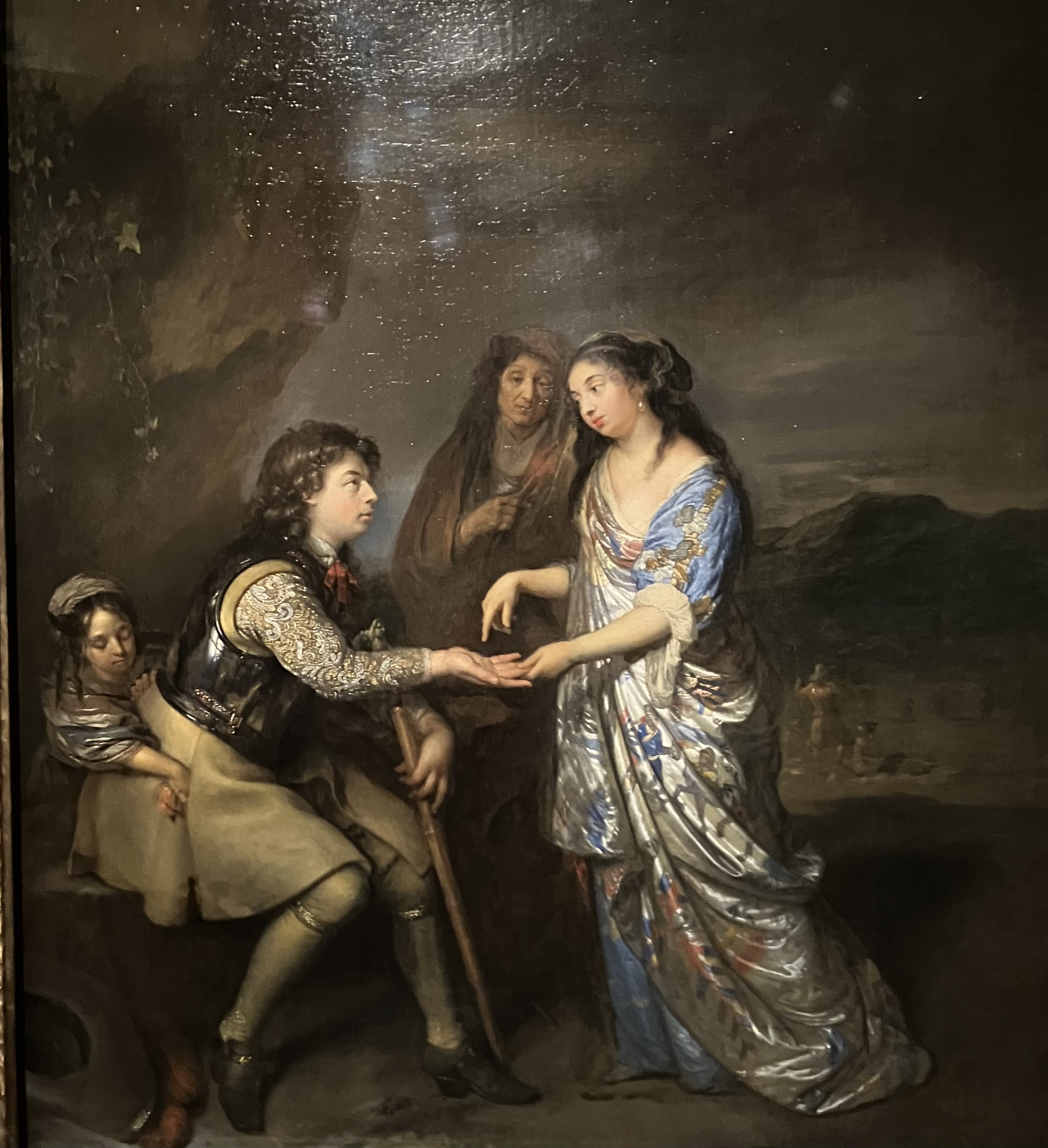
Гадалка. Между 1666 и 1670. Холст, масло. Лейденская коллекция, Нью-Йорк
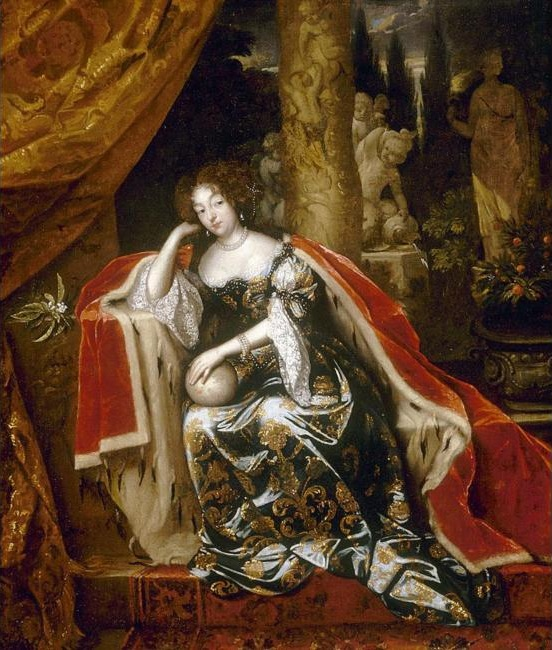
Портрет принцессы Марии Стюарт II. 1676. Холст, масло. Рейксмюсеум, Амстердам
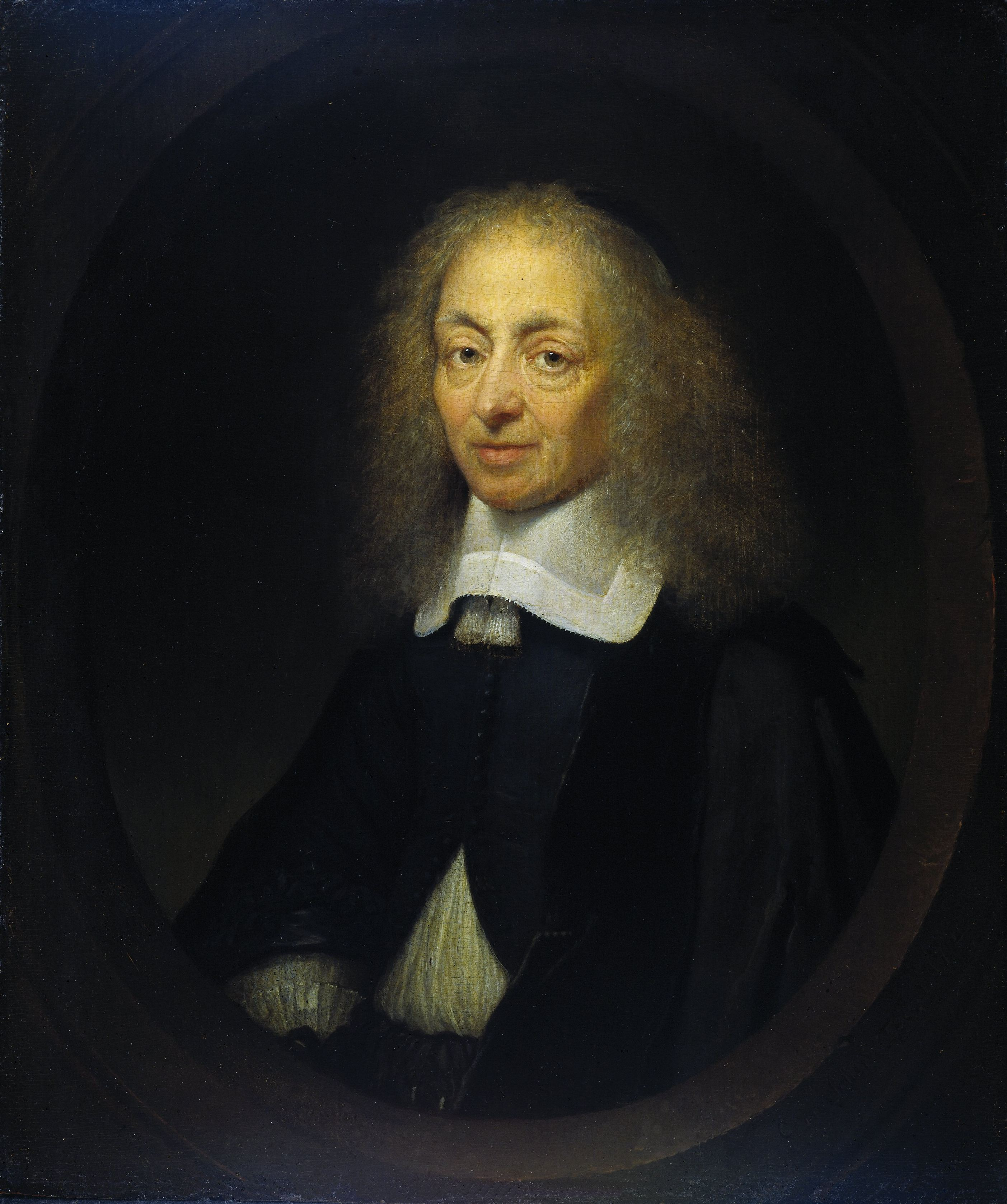
Портрет Хёйгенс, КонстантейнКонстантейна Хёйгенса. 1672. Дерево, масло. Рейксмюсеум, Амстердам
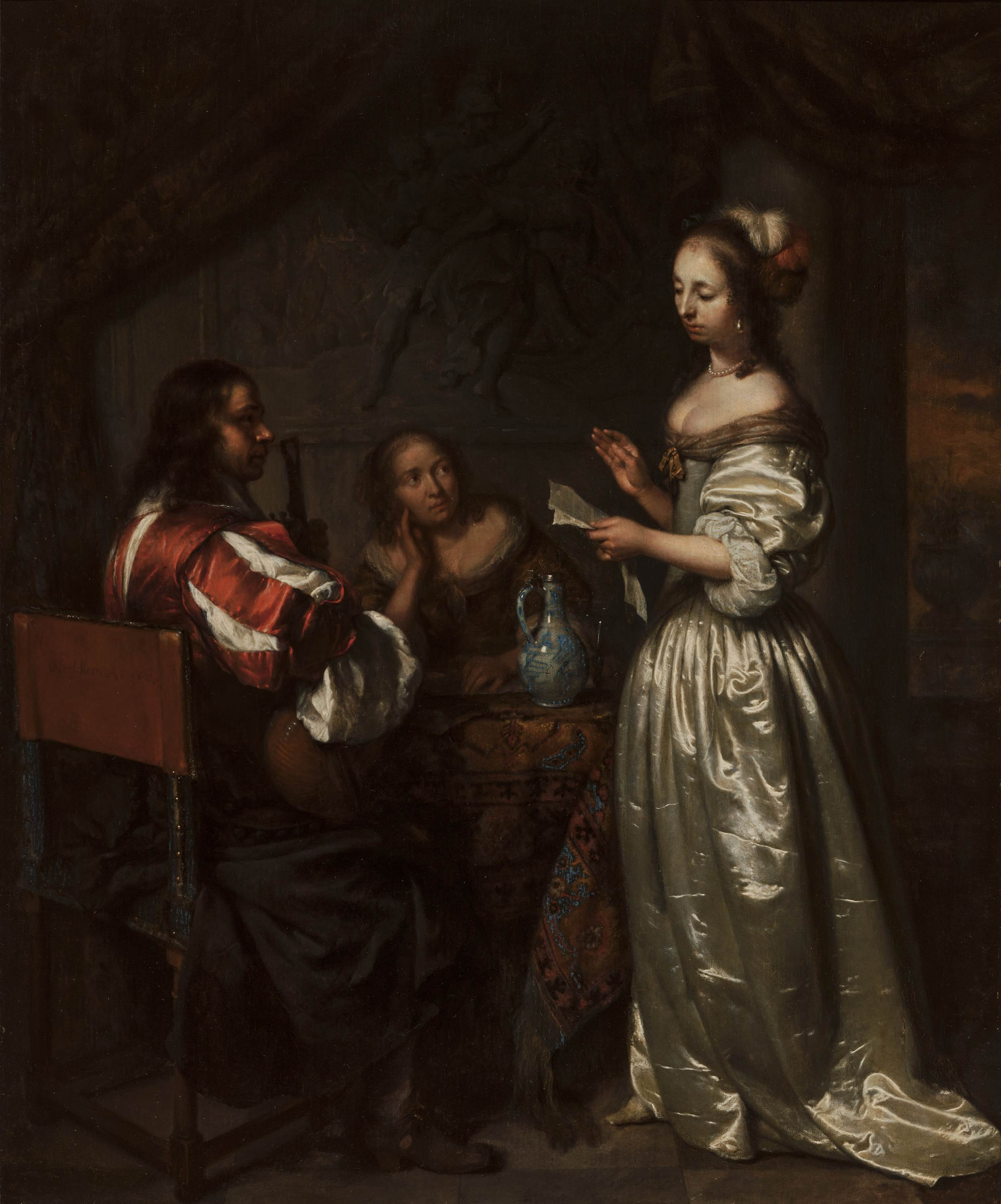
Музыкальная компания. 1665. Дерево, масло. Маурицхёйс, Гаага
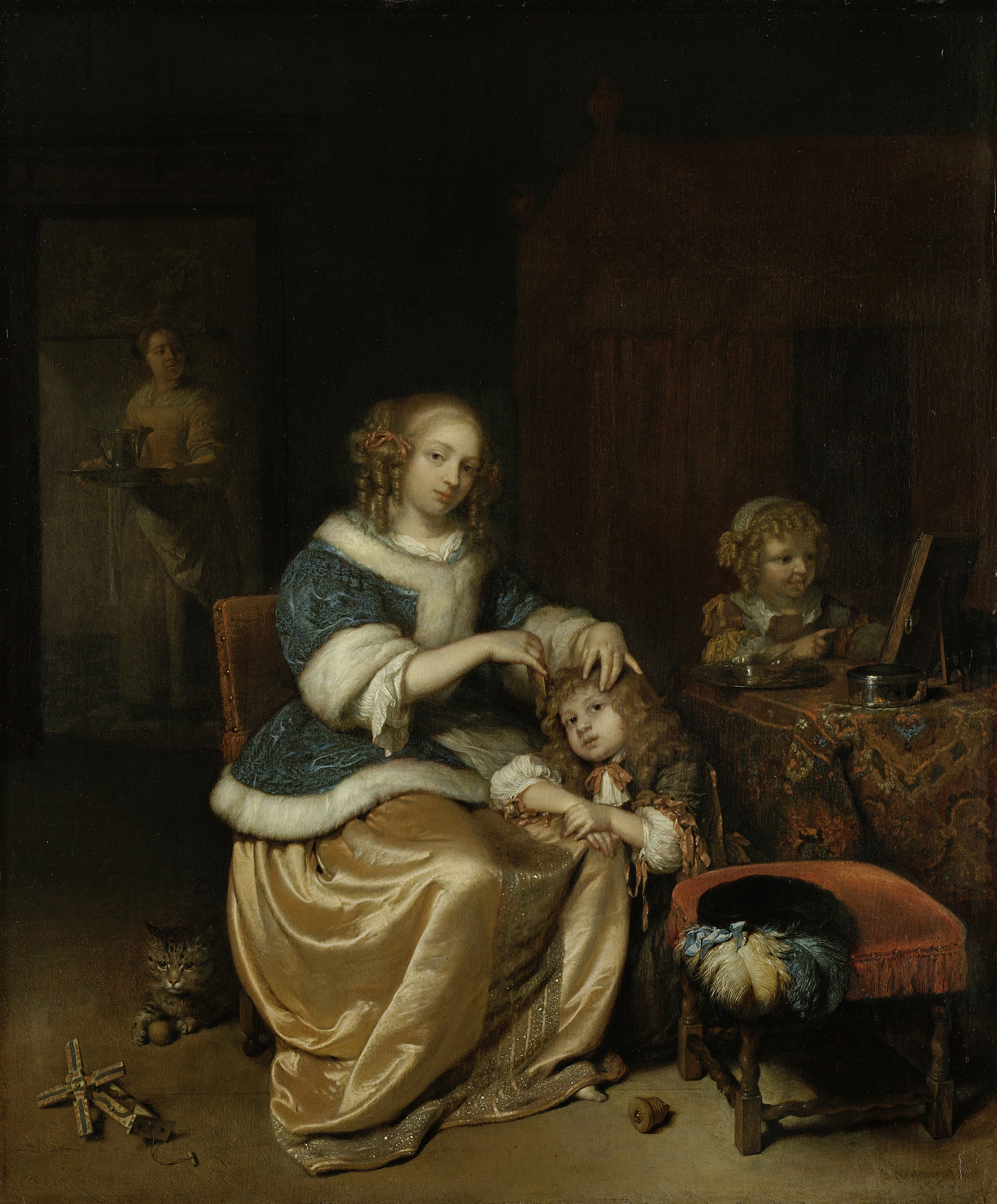
Материнская забота. 1669. Дерево, масло. Рейксмюсеум, Амстердам
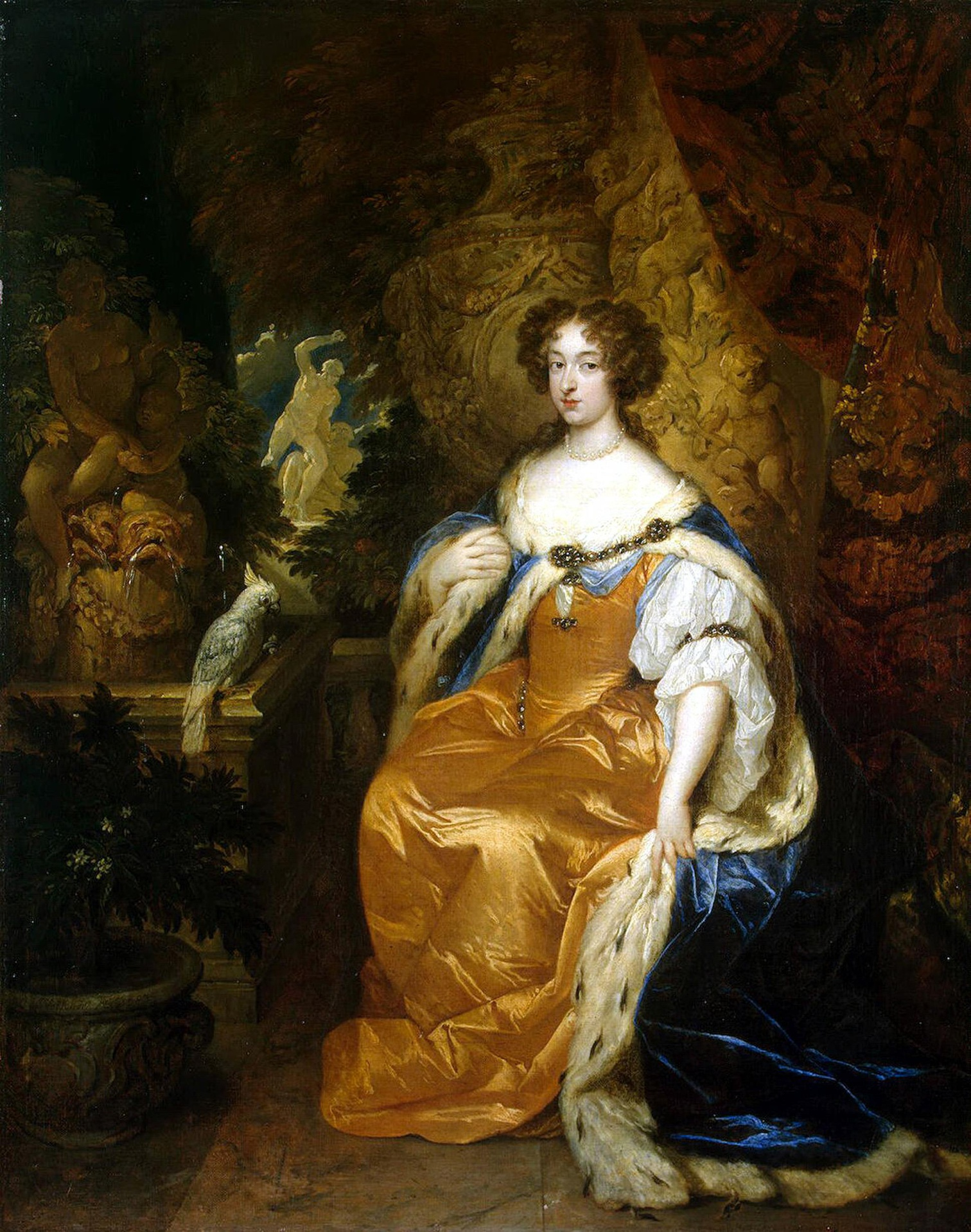
Портрет Марии Стюарт II с какаду. 1683. Холст, масло. (переведено с дерева). Государственный Эрмитаж, Санкт-Петербург
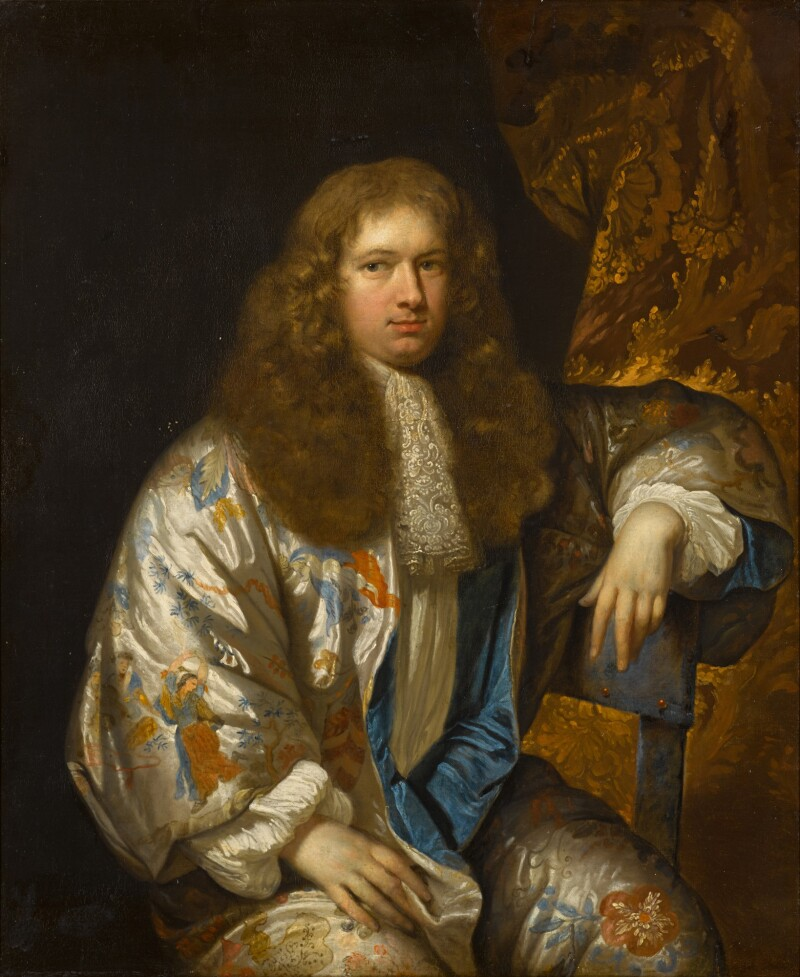
Портрет Стевена Уолтерса. Холст, масло. Частное собрание
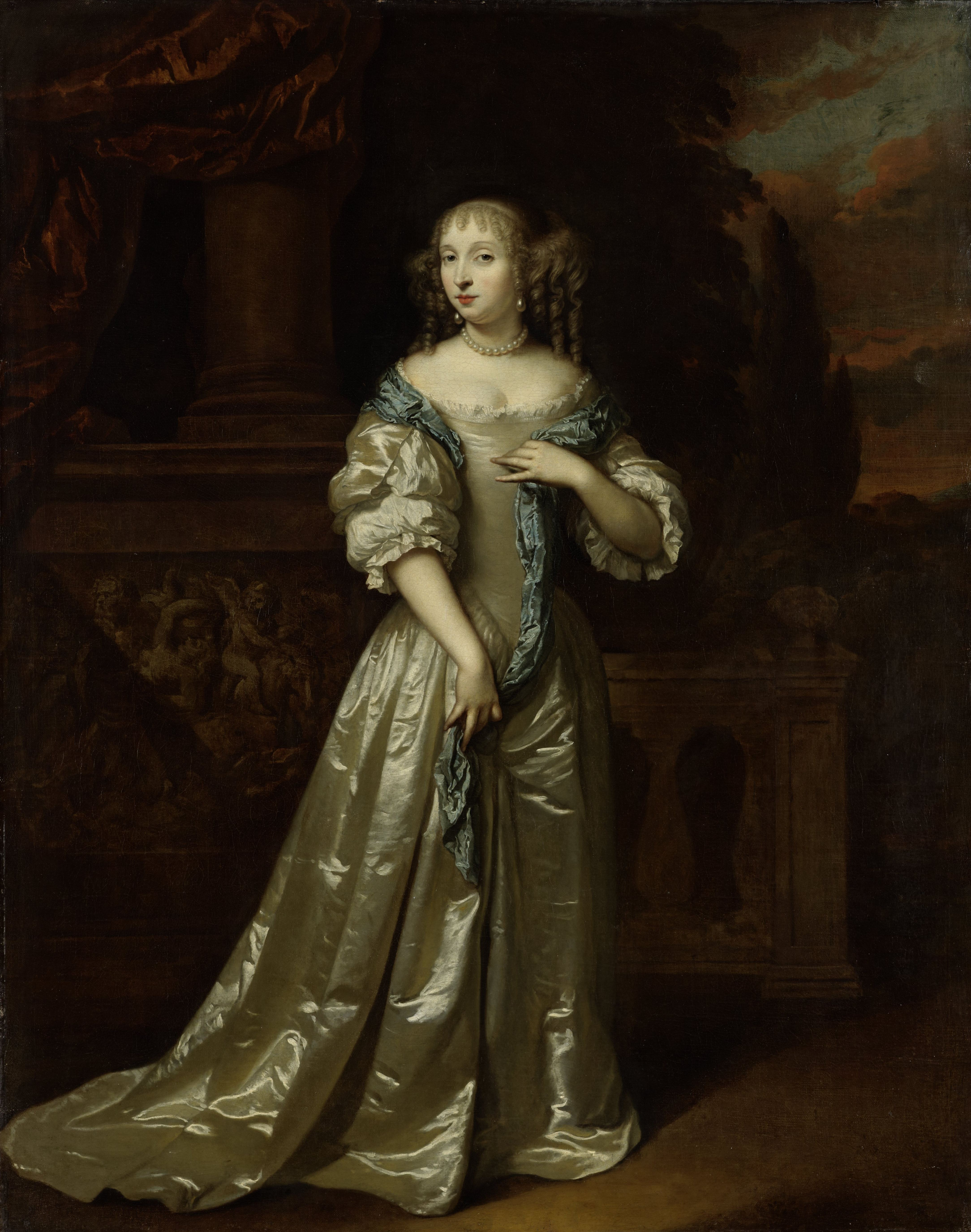
Портрет Филиппины Стонтон, жены Рулофа ван Аркеля, лорда Брокхёйсена. 1668. Холст, масло. Рейксмюсеум, Амстердам